# Realismo socialista in Polonia

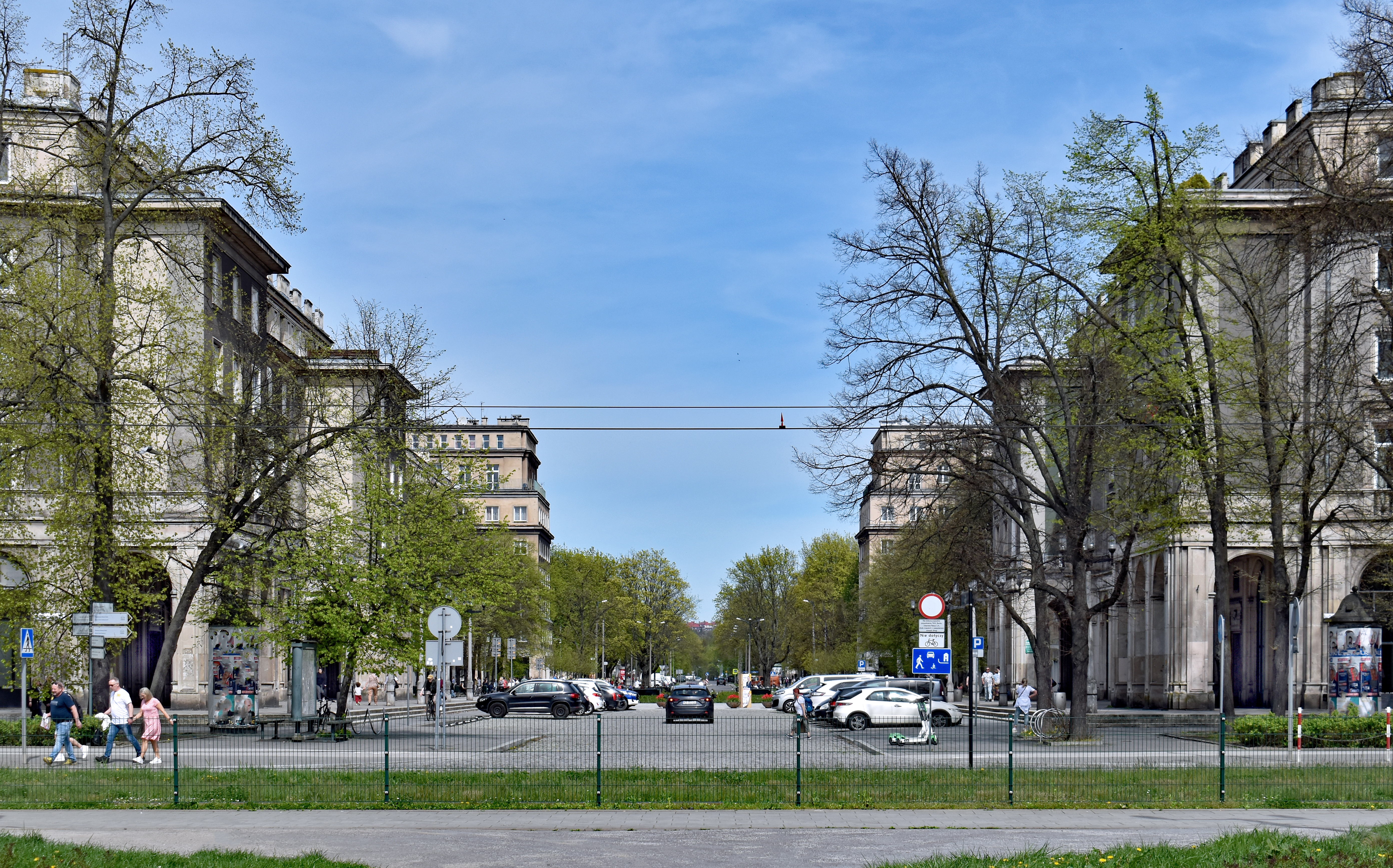
Centro socialista-realista di Nowa Huta (Aleja Róż, 2024)

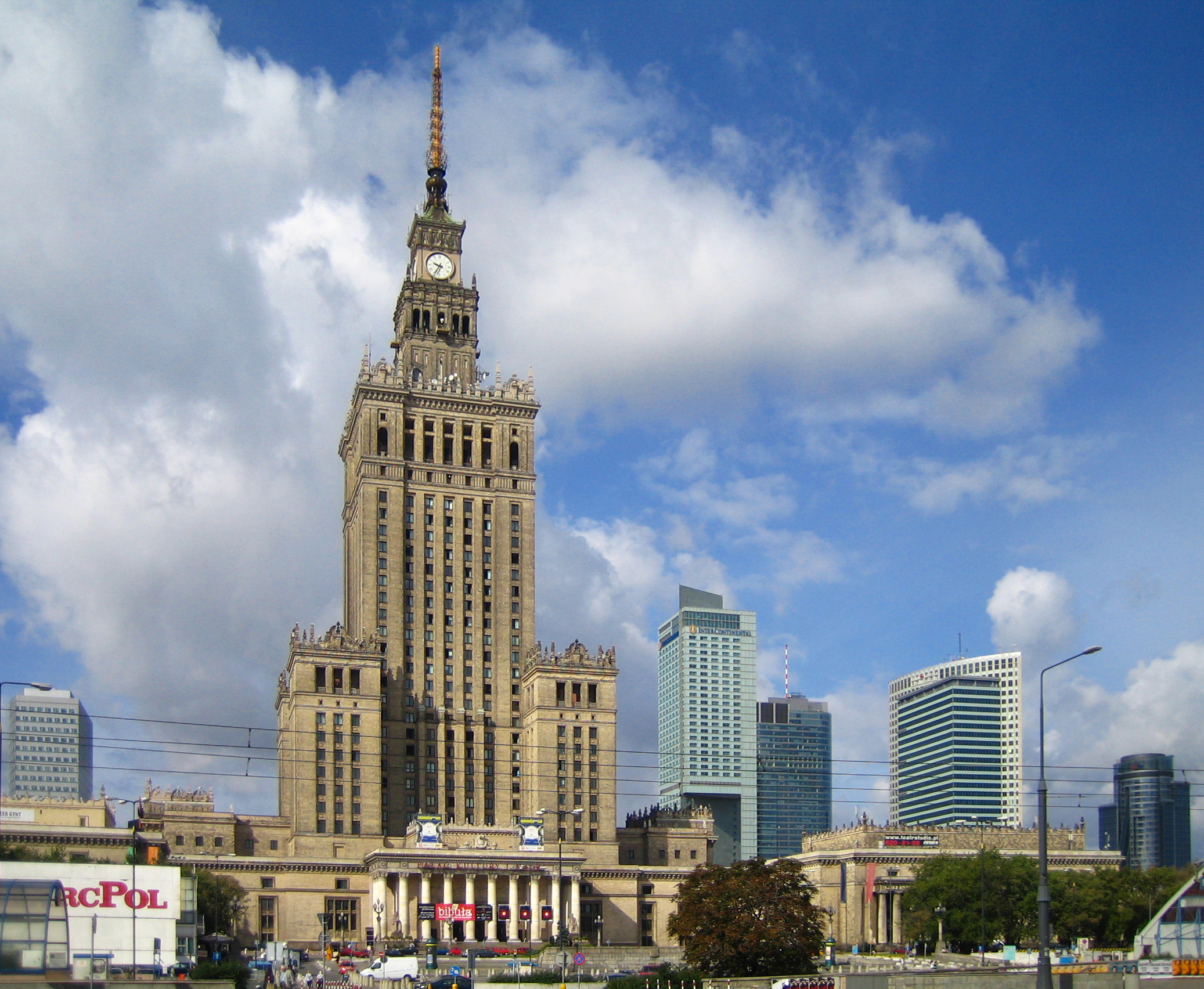
Il palazzo della cultura e della scienza a Varsavia.

Il realismo socialista in Polonia (in polacco: socrealizm) fu introdotto nella Repubblica Popolare di Polonia dal Vice Primo Ministro (poi Ministro dell'Arte e della Cultura) Włodzimierz Sokorski nel 1949. Come in tutti gli altri stati del blocco orientale, il realismo socialista fu pensato come grande movimento culturale e artistico, atto ad accompagnare la stalinizzazione e la diffusione degli ideali comunisti. Lo stile non divenne tuttavia mai dominante in Polonia sul lungo termine, e insieme alla destalinizzazione, un numero sempre crescente di artisti polacchi iniziarono staccarsi dal realismo socialista dal 1955.